# Ermes di Colorêt
Ermes di Colorêt (Colorêt di Montalban 28 de març 1622 - Gorizia, Codroipo 21 de setembre 1692), fou un noble furlà, comte de Waldsee i senyor de Codroip, fill d'Orazio di Curzio i Lucia di Ermes di Porci. Es va educar a Florència a la cort del gran duc de Toscana Ferran II de Mèdici. Va lluitar a la Guerra dels Trenta Anys com a capità de cuirassers de l'emperador Ferran III sota les ordres del seu oncle, el governador de Praga Rudolf von Colloredo Mels und Wallsee. Després fou capità de vaixell a Dalmàcia i en 1659 fou diputat al Parlament de patrie. Fou autor de llibres de poemes i 200 sonets en furlà Rimis dal co.